# Yukio Hatoyama

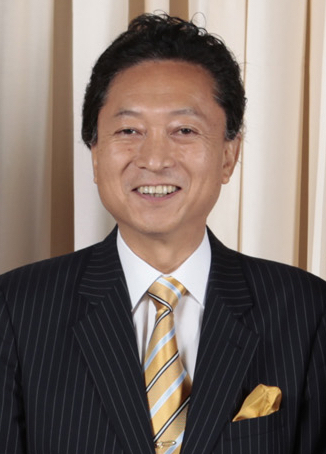
Hatoyama im September 2009

Yukio Hatoyama (jap. 鳩山 由紀夫, Hatoyama Yukio; * 11. Februar 1947 in Bunkyō, Tokio) ist ein ehemaliger japanischer Politiker und war Abgeordneter im Shūgiin, dem Unterhaus, für den 9. Wahlkreis Hokkaidō. Er war vom 16. September 2009 bis zum 8. Juni 2010 der 60. Premierminister von Japan und mehrfach Vorsitzender der Demokratischen Partei (DPJ), zuletzt von 2009 bis 2010. Innerparteilich stand hinter Hatoyama eine eigene Faktion, die Hatoyama-Gruppe (offiziell: 政権公約を実現する会, seiken kōyaku o jitsugen suru kai, dt. „Versammlung zur Umsetzung des Wahlprogramms“).

## Leben

### Werdegang
Hatoyama ist Absolvent der ingenieurwissenschaftlichen Fakultät der Universität Tokio, anschließend promovierte er im Bereich Operations Research an der Stanford University. Nach seiner Ausbildung arbeitete er im Fachbereich Wirtschaftsingenieurwesen der Technischen Hochschule Tokio als Lehrstuhlassistent und später an der Senshū-Universität als Juniorprofessor. Von 1986 bis 2012 war Hatoyama durchgehend Abgeordneter im Shūgiin, ursprünglich für die Liberaldemokratische Partei (LDP). Dort gehörte er der Tanaka-Faktion von Ex-Premier Kakuei Tanaka an. 1993 verließ er die Partei und gründete gemeinsam mit Masayoshi Takemura die Neue Partei Sakigake, die sich nach der Shūgiin-Wahl 1993 an der Anti-LDP-Koalition unter Morihiro Hosokawa beteiligte. Hatoyama wurde in der neuen Regierung stellvertretender Chefkabinettssekretär. Nach dem Sturz Hosokawas und seines Nachfolgers Tsutomu Hata ermöglichte die Neue Partei Sakigake gemeinsam mit der Sozialistischen Partei Japans der LDP die Rückkehr in die Regierung. Hatoyama ist Träger des Ordens des Adlers von Georgien.

### Demokratische Partei
1996 gründete Hatoyama mit seinem Parteifreund Naoto Kan und einigen Oppositionspolitikern – darunter auch sein Bruder Kunio – die Demokratische Partei. Kan und Hatoyama teilten sich zunächst den Parteivorsitz, ab 1997 war Hatoyama Generalsekretär. 1998, als die Demokraten die meisten Oppositionsparteien schluckten, wurde Hatoyama alleiniger Parteivorsitzender. Unter seiner Führung konsolidierten die Demokraten bei der Shūgiin-Wahl 2000 ihre Position als führende Oppositionspartei. 1999 kam es zum politischen Zerwürfnis mit seinem Bruder, der 2000 in die LDP zurückkehrte. 2002 schlug Hatoyama ein Bündnis in der Opposition mit der Liberalen Partei von Ichirō Ozawa und der Sozialdemokratischen Partei vor. Er verlor innerparteilich an Unterstützung und trat im Dezember 2002 vom Parteivorsitz zurück. Naoto Kan wurde zu seinem Nachfolger gewählt. Die Liberale Partei trat im Herbst 2003 der DPJ bei.
2005 wurde er unter Seiji Maehara und dessen Nachfolger Ichirō Ozawa zum zweiten Mal Generalsekretär der Demokratischen Partei. Nach der Rücktrittserklärung Ozawas wegen eines Spendenskandals im Mai 2009 kündigte auch Hatoyama seinen Rücktritt als Generalsekretär an. Bei der Wahl um Ozawas Nachfolge am 16. Mai 2009 kandidierte Hatoyama gegen Katsuya Okada und siegte mit 124 zu 95 Stimmen der demokratischen Abgeordneten beider Parlamentskammern. Er war damit bis zum Ende von Ozawas regulärer Amtszeit im September 2010 als Parteivorsitzender gewählt.
Im Juni 2009 musste Hatoyama selbst zugeben, dass sein Büro von 2005 bis 2008 falsche Berichte über politische Spenden gemacht hatte, unter anderem waren Tote als Spender angegeben worden. Nach seinem Amtsantritt als Premierminister wurden weitere Untersuchungen von der Staatsanwaltschaft und im Parlament angestellt, bei denen im November 2009 aufgedeckt wurde, dass Hatoyamas Mutter ihm rund 900 Millionen Yen aus dem Bridgestone-Vermögen „geliehen“ hatte – eine Tatsache, die er vorher im Parlament geleugnet hatte. Im Falle von persönlichen Schenkungen wäre die Summe steuerpflichtig gewesen, im Falle von politischen Spenden in dieser Höhe illegal. Als die Staatsanwaltschaft am 24. Dezember 2009 zwei ehemalige Sekretäre Hatoyamas wegen der Fälschung der Spendenberichte anklagte, schloss er selbst einen Rücktritt aus. Im April 2010 wurde Hatoyamas Ex-Sekretär Keiji Katsuba zu zwei Jahren Haft auf Bewährung verurteilt, die Ermittlungen gegen Hatoyama selbst wurden eingestellt. Ein Kensatsu-shinsakai (検察審査会, „Aufsichtskommission der Staatsanwaltschaft“; wird auf Antrag zur Überprüfung staatsanwaltlicher Entscheidungen tätig) bestätigte diese Entscheidung der Staatsanwaltschaft, stellte jedoch fest, dass Hatoyamas Behauptung zweifelhaft sei, nichts von den Spenden seiner Mutter und der Fälschung der Berichte gewusst zu haben.
Zur Shūgiin-Wahl 2012 bewarb sich Hatoyama nicht mehr um ein Mandat. Seinen Wahlkreis gewann für die LDP der Präfekturparlamentsabgeordnete und ehemalige Eisschnellläufer Manabu Horii.

### Nach der Amtszeit als Premierminister
Nach seinem Rücktritt als Premierminister fungierte Hatoyama weiterhin Abgeordneter im Shūgiin. Als Premierminister Yoshihiko Noda ein Gesetzesvorhaben zur Erhöhung der Verbrauchsteuer von 5 % auf 10 % vorlegte, war Hatoyama einer von 57 Abgeordneten der DPJ im Unterhaus, die gegen die Gesetzesvorlage stimmten.
Am 21. November 2012 verkündete Hatoyama sich nicht erneut bei den Japanischen Unterhauswahlen 2012 zur Wahl zu stellen. Er blieb auch danach in der Öffentlichkeit aktiv und äußert sich immer wieder zu politischen Themen.
Am 9. Januar 2013 entschuldigte sich Hatoyama bei einem Besuch in Nanjing förmlich bei den Opfern japanischer Kriegsverbrechen in China. Er forderte die japanische Regierung auf, den Streit zwischen den beiden Ländern über die Souveränität der Senkaku-Inseln beizulegen.
Im Mai 2013 gründete er das „East Asian Community Institute“ (東アジア共同体研究所, Higashiajiakyōdōtai kenkyūjo), eine Denkfabrik zur Schaffung einer „ostasiatischen Gemeinschaft“ ähnlich der Europäischen Union.
Im Juni 2013 trat Hatoyama aufgrund der Meinungsverschiedenheiten bezüglich der Mehrwertsteuererhöhung und der Teilnahme an der Transpazifischen Partnerschaft aus der DPJ aus und kündigte an, sich fortan sowohl von der LDP als auch von der DPJ zu distanzieren.
Im März 2015 besuchte Hatoyama die Halbinsel Krim und verteidigte das dort stattfindende Referendum über den Status der Krim als verfassungsgemäß.
Hatoyama ist Anhänger der Transzendentalen Meditation und sorgte Ende 2014 für internationales Aufsehen, als er bekanntgab, im folgenden Januar in einem Theaterstück in der Rolle einer alten Frau mitzuwirken.
Mit der Veröffentlichung der Paradise Papers im November 2017 wurde bekannt, dass Hatoyama seit 2013 Ehrenvorsitzender und Berater des in Bermuda eingetragenen Energiekonzerns „Hoifu Energy Group Ltd.“ mit Sitz in Hongkong ist. Er selbst erklärte, dass er von dem Unternehmen Geldbeträge für seine Tätigkeiten erhalte, diese jedoch ordnungsgemäß versteuert seien und bestritt jegliche Zusammenhänge mit möglichen Steuerdelikten.

## Regierungszeit

Zustimmungsrate und Ablehnungsrate des Kabinetts nach Umfragen der NHK ab 2009: In wenigen Monaten verlor das Kabinett Hatoyama die Unterstützung der Wählerschaft.

Nach dem Wahlsieg der Demokratischen Partei in der Shūgiin-Wahl 2009 löste Hatoyama am 16. September 2009 Tarō Asō als Premierminister ab. Bei der entscheidenden Abstimmung im Shūgiin erhielt er 327 Stimmen. Anschließend wurde sein Koalitionskabinett aus DPJ, Neuer Volkspartei und Sozialdemokratischer Partei in der Kantei vorgestellt.
Die Zustimmungsrate des Kabinetts bei Amtsantritt war mit 72 %, nach einigen Umfragen 75 % (Yomiuri) oder 77 % (Mainichi), die höchste eines Kabinetts seit dem Kabinett von Jun’ichirō Koizumi. Bis Mai 2010 waren diese Zustimmungsraten in einigen Umfragen auf unter 20 Prozent gefallen.

### Innenpolitik

#### „Von den Beamten an das Volk“
Erklärtes Ziel von Hatoyamas Regierung war es, das Primat der Politik (政治主導, seiji shudō), also der gewählten Entscheidungsträger in Parlament und Regierung, gegenüber der Ministerialbürokratie durchzusetzen, die viele politische Entscheidungen bisher in Zusammenarbeit mit einzelnen Abgeordneten und Interessenverbänden getroffen hat. Hatoyama hatte dazu unter anderem den Politikforschungsrat seiner Partei mit seinen Ressortunterausschüssen aufgelöst und Einschränkungen für eigene Öffentlichkeitsarbeit von Beamten durchgesetzt. Zwei neue Institutionen dienten ebenfalls diesem Ziel: Das „Nationale Strategiebüro“ (kokka senryaku-kyoku) sollte Richtlinien für den Haushalt entwickeln und die bisher allein vom Finanzministerium beantworteten Budgetanfragen der Ministerien bearbeiten. Die „Konferenz zur Erneuerung der Verwaltung“ (gyōsei sasshin kaigi) hatte einzelne Haushaltsposten in Anhörungen von betroffenen Behörden und Institutionen auf ihre Notwendigkeit und auf Einsparpotentiale überprüft und zahlreiche Projekte zur Streichung oder für eine Überprüfung vorgeschlagen. Betroffen waren zum Beispiel das GX-Raketenprojekt der Raumfahrtbehörde, ein neuer Supercomputer des Wissenschaftsministeriums und die Flughäfen Itami und Kansai von Osaka, die nach Ansicht der Konferenz zusammengelegt werden sollen. Die Vorschläge der Konferenz waren nicht-bindend, sollten aber der Regierung erleichtern, ihr Ziel einer Verschlankung des Haushalts zu erreichen. Die erste Runde von Anhörungen wurde im November 2009 abgeschlossen; die Ergebnisse sollten in den Haushaltsentwurf für das Fiskaljahr 2010 einfließen. Eine zweite Anhörungsrunde begann im April 2010.

#### „Vom Beton zu den Menschen“

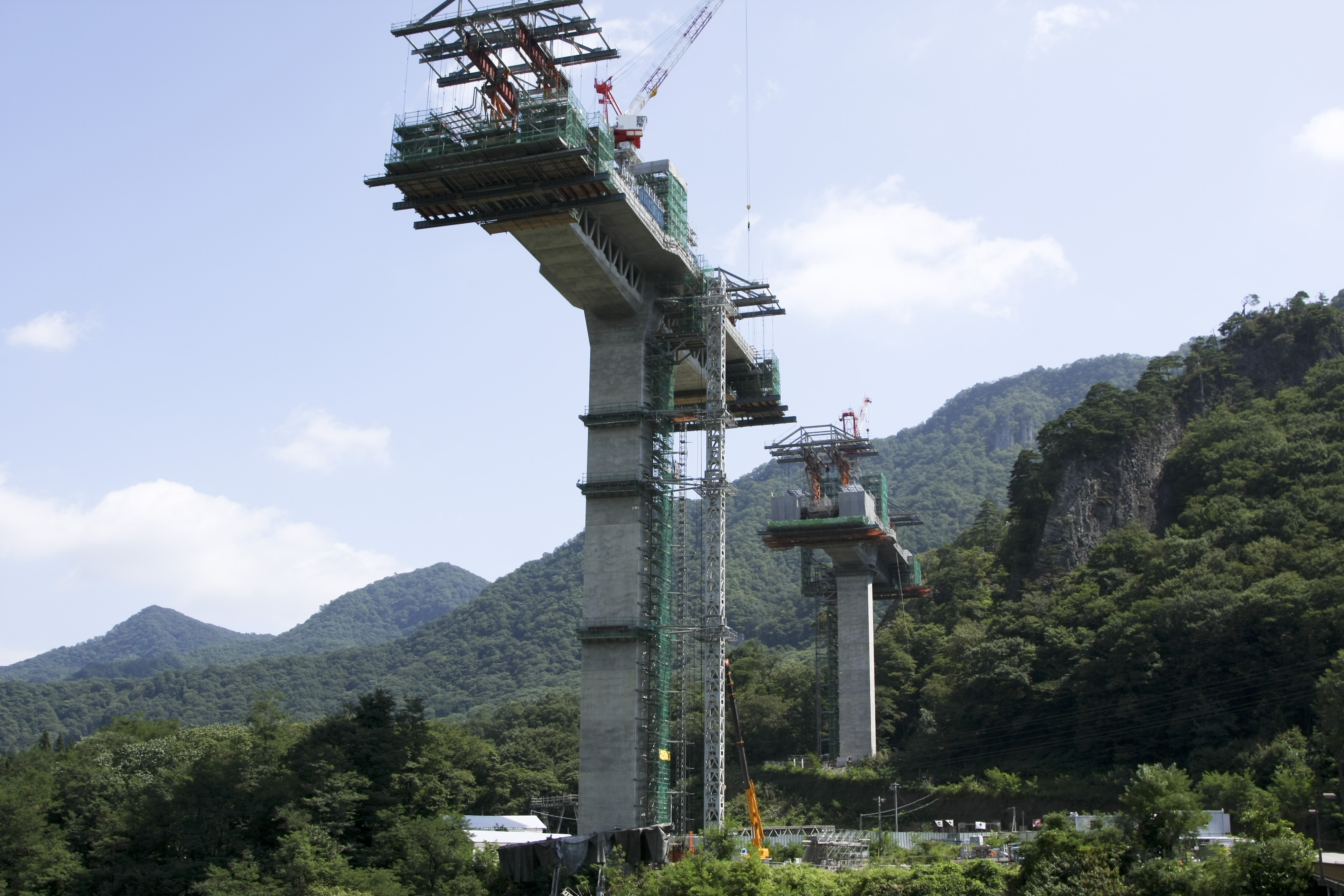
Brückenbauarbeiten (September 2009) am von Hatoyama gestrichenen Yamba-Damm, der für seine Regierung ein Symbol der „Verschwendung“ öffentlicher Gelder in Großprojekten geworden war.

Außerdem ließ Hatoyama nach Amtsantritt einige Maßnahmen seiner Vorgänger revidieren bzw. überprüfen: Der Yamba-Damm in Gunma und der Kawabegawa-Damm in Kumamoto (Baukosten zusammen rund 800 Mrd. Yen) sollten nicht gebaut und weitere Dammbauten überprüft werden. Während sich diese Maßnahmen für den Kawabegawa-Damm bis jetzt (2017) bewährt haben, wurden die Bauarbeiten am Yamba-Damm 2015 wiederaufgenommen und sollen 2020 abgeschlossen sein. Die 2008 eingeführten Zuzahlungen für Senioren über 75 in der Krankenversicherung sollten abgeschafft werden. Der Privatisierungsplan der japanischen Post wurde suspendiert und einer Überprüfung unterzogen. Teile des Zusatzhaushaltes der Regierung Asō wurden ebenfalls auf Eis gelegt. Zugleich verabschiedete das Kabinett im Dezember 2009 einen zweiten Zusatzhaushalt mit einem Konjunkturpaket in Höhe von 7,2 Billionen Yen.
Außerdem wurde ein Kindergeld eingeführt und das Schulgeld für Oberschulen abgeschafft, aber auch die dafür bisher gewährten Steuerfreibeträge. Insgesamt sollten die Sozialausgaben im Fiskaljahr 2010 nach dem verabschiedeten Haushalt um zehn Prozent steigen.

#### Gebrochene und abgeschwächte Wahlversprechen
Die 1974 eingeführte „vorübergehende Steuer“ (zantei zeiritsu) auf Benzin wurde zwar nominell abgeschafft, aber – anders als im Wahlprogramm versprochen – durch Steuererhöhungen in gleicher Höhe im Fiskaljahr 2010 weiter erhoben. Die Neuordnung der Benzinsteuern durch die Einführung einer Ökosteuer (地球温暖化対策税, chikyū ondanka taisaku zei, „Steuer zur Bekämpfung der globalen Erwärmung“) wurde geplant, ein genauer Zeitpunkt der Einführung jedoch nicht festgelegt. Die Autobahnmaut wurde im Sommer 2010 auf rund 1.600 km des Streckennetzes (18 Prozent des nationalen Autobahnnetzes ohne die Kantō- und Hanshin-Autobahnen) vor allem in ländlichen Gebieten zunächst „experimentell“ abgeschafft.

#### Rekordverschuldung
Der im März 2010 im Unterhaus verabschiedete Haushalt für das kommende Fiskaljahr 2010 erreichte mit 92 Billionen Yen eine neue Rekordhöhe; 44,3 Billionen Yen und damit mehr als die Steuereinnahmen sollten durch neue Anleihen finanziert werden. Die Sozialausgaben überschritten mit 27 Billionen erstmals die Hälfte der sachgebundenen Ausgaben (ohne Zuweisungen an die Gebietskörperschaften und Schuldendienst). Im Fiskaljahr 2010 wurde die Tabaksteuer um 3,5 Yen je Zigarette erhöht.
Die Ratingagentur Standard & Poor’s hatte den Ausblick für japanische Staatsanleihen (Rating: AA) im Januar 2010 von „stabil“ auf „negativ“ abgewertet.
Nach einem Beschluss von Hatoyamas Kabinett im Dezember 2009 wollte sich Japan um die Austragung der Fußballweltmeisterschaft 2018 oder 2022 bewerben. Bereits im Mai 2010 beschloss die Japan Football Association jedoch, aufgrund einer niedrigen Gewinnchance ihre Bewerbung für 2018 zurückzuziehen. Bei der Wahl für den Austragungsort der Spiele 2022 landete Japan schließlich auf dem vierten Platz.

### Außenpolitik

#### „Brüderliche Diplomatie“

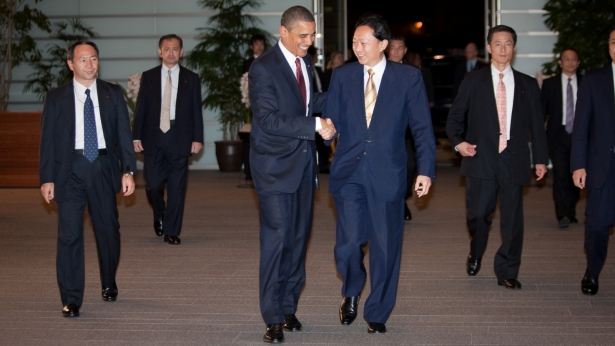
US-Präsident Barack Obama und Yukio Hatoyama bei einem Treffen in der Kantei im November 2009. Die Debatte über die Verlegung von US-Militärbasen belastete das Bündnis.

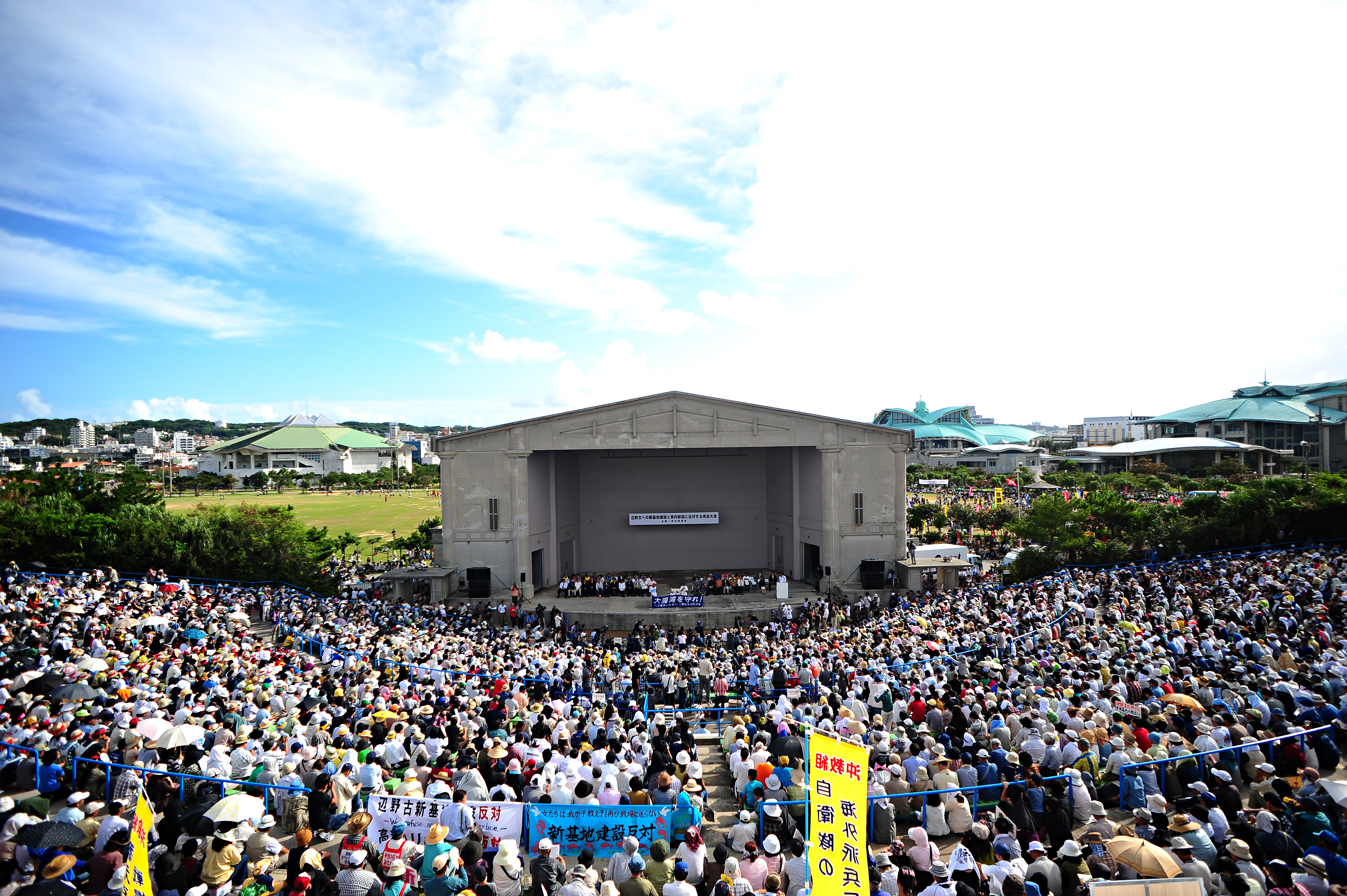
Demonstrationen in Okinawa – hier im November 2009 in Ginowan – forderten eine Reduzierung der US-Militärpräsenz in der Präfektur.

Hatoyama proklamierte ein außenpolitisches Konzept, das engere Beziehungen zu den asiatischen Nachbarstaaten vorsah. Er ordnete dies einer politischen Grundhaltung zu, die er selbst yūai („Brüderlichkeit“; im außenpolitischen Kontext auch yūai gaikō, „brüderliche Diplomatie“) nannte. Für Aufsehen im Ausland – besonders bei Japans Hauptverbündeten USA – sorgte ein bereits im August 2009 veröffentlichter Artikel Hatoyamas im Christian Science Monitor und der New York Times, in dem er Globalisierung und Kapitalismus in ihrer gegenwärtigen Ausprägung nach US-Vorbild als menschenunwürdig bezeichnet. Langfristig verkündete er das Ziel der Schaffung einer Ostasiatischen Gemeinschaft nach Vorbild der EU. Den Begriff yūai griff Hatoyama unter anderem in seiner Regierungserklärung und einer Rede vor der Generalversammlung vor den Vereinten Nationen auf. Er bekannte sich nach Amtsantritt mehrfach klar zum US-japanischen Bündnis.

#### Auslandseinsätze
Die Betankungsmission der Selbstverteidigungsstreitkräfte im Indischen Ozean zur Unterstützung der US-Operationen in Afghanistan wurde im Januar 2010 beendet. Im Februar 2010 beschloss die Regierung die Entsendung von 300 Soldaten zur Unterstützung der UN-Mission in Haïti.

#### US-Stützpunkte in Okinawa
Ein Streitthema in Hatoyamas Koalition war die geplante Verlegung der Marine Corps Air Station Futenma in Ginowan auf Okinawa. Eine 2005 zwischen den USA und der LDP-geführten Vorgängerregierung geschlossene Vereinbarung sah die Verlegung des Stützpunkts aus dem dicht besiedelten Ginowan nach Camp Schwab in Nago, Okinawa vor, wo dafür eine neue Landebahn vor der Küste errichtet werden soll. Hatoyamas Versuch, neu über die Vereinbarung zu verhandeln und den Stützpunkt aus Okinawa oder ganz aus Japan zu verlegen, hatte zunächst für Verstimmungen in den japanisch-amerikanischen Beziehungen gesorgt. Eine endgültige Entscheidung wurde bis 2010 vertagt. Zunächst hatte Hatoyama eine Entscheidung für Mai 2010 angekündigt. Angesichts des Widerstandes der Bürger, der betroffenen Bürgermeister und des Gouverneurs von Okinawa sowie des Alternativstandortes Takenoshima in der Präfektur Kagoshima verschob er den Stichtag erneut.
Die Sozialdemokratische Partei (SDP) hatte bereits frühzeitig mit dem Verlassen der Koalition gedroht, wenn der Stützpunkt in Okinawa bliebe. Als Hatoyama Ende Mai 2010 einen Kabinettsbeschluss durchsetzen wollte, den Stützpunkt doch wie ursprünglich mit den USA vereinbart nach Nago zu verlegen, also in Okinawa zu belassen, weigerte sich die Sozialdemokratische Partei, sich an dem Beschluss zu beteiligen. Daraufhin entließ Hatoyama Mizuho Fukushima, die Parteivorsitzende und einzige Ministerin der SDP. In der Folge verließ die SDP die Regierungskoalition und kündigte an, bei einem von der LDP angekündigten (nicht-bindenden) Misstrauensvotum gegen Hatoyama im Oberhaus mit der konservativen Opposition zu stimmen. Gleichzeitig forderten mehrere Demokraten öffentlich Hatoyamas Rücktritt noch vor der Sangiin-Wahl 2010.

#### Untersuchung der Geheimabsprachen zwischen Japan und den USA
Das Kabinett Hatoyama setzte nach Amtsantritt eine unabhängige Kommission beim Außenministerium ein, die geheime militärische Absprachen zwischen japanischer und US-Regierung untersuchen sollte. Sie stellte ihre Ergebnisse im März 2010 vor. Demnach gab es in der Nachkriegszeit mehrere Geheimabsprachen auf Regierungsebene, die bisher von den LDP-geführten Regierungen und Vertretern der US-Regierung geleugnet wurden, obwohl bereits in den vergangenen Jahren Dokumente an die Öffentlichkeit geraten waren, die auf die Existenz solcher Absprachen hindeuteten. Zu den Vereinbarungen gehörte die von der japanischen Regierung gewährte Erlaubnis an das US-Militär, Nuklearwaffen ohne Inkenntnissetzung japanischer Stellen ins Land zu bringen. Dies wurde von Teilen der Bevölkerung als Verstoß gegen die „drei nicht-nuklearen Prinzipien“ angesehen.

### Rücktritt
Am 2. Juni 2010 erklärte Hatoyama vor der Generalversammlung der DPJ-Abgeordneten beider Kammern seinen Rücktritt, den er mit dem Futenma-Problem und den Spendenskandalen um ihn und Generalsekretär Ozawa begründete. Das Kabinett Hatoyama trat am 4. Juni 2010 geschlossen zurück. Die Wahlen Naoto Kans zum Nachfolger als Parteivorsitzender und zum Premierminister fanden am gleichen Tag statt. Da die formale Ernennung des Kabinetts Kan durch den Tennō erst am 8. Juni 2010 stattfand, blieb Hatoyama bis dahin nominell im Amt.

## Familie

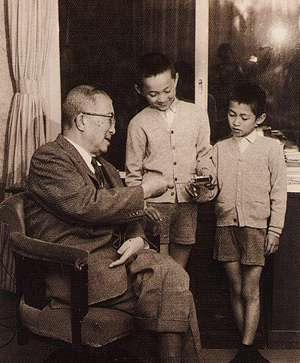
Premierminister Ichirō Hatoyama mit seinen Enkeln Yukio (Mitte) und Kunio (rechts)

Hatoyama entstammt einer Politiker-Dynastie, der Hatoyama-Clan wird in westlichen Medien die „Kennedys von Japan“ genannt: Yukio Hatoyamas Urgroßvater Kazuo Hatoyama stammte aus einer Samuraifamilie im Lehen Katsuyama und war in der Meiji-Zeit Diplomat, Abgeordneter und von 1896 bis 1897 Präsident des Shūgiin. Sein Großvater Ichirō Hatoyama war zwischen 1954 und 1956 Premierminister von Japan und Gründungsvorsitzender der LDP. Sein Vater Iichirō Hatoyama war von 1976 bis 1977 Außenminister und ebenfalls LDP-Mitglied. Sein jüngerer Bruder war Innen- und Justizminister. Der Großvater Hatoyamas mütterlicherseits, Shōjirō Ishibashi, war der Gründer des Reifenkonzerns Bridgestone. Über die Ishibashi-Familie ist Hatoyama auch mit den Familien der Premierminister Kiichi Miyazawa und Hayato Ikeda verwandt, damit auch mit den gegenwärtigen Abgeordneten Yōichi Miyazawa und Minoru Terada. Hatoyamas Ehefrau Miyuki ist ehemaliges Mitglied der Takarazuka Revue. Sie sorgte für Schlagzeilen, als sie behauptete, von Aliens entführt und auf den Planeten Venus gebracht worden zu sein. Yukios Sohn Kiichirō wurde 2024 für die DVP ins Unterhaus gewählt.
Hatoyama ist wie bereits sein Großvater Baptist.

### Stammbaum
| Kikuchi Dairoku | Kikuchi Dairoku | Kikuchi Dairoku | Kikuchi Dairoku | Kikuchi Dairoku | Kikuchi Dairoku |        |        |        |        |       |       | Kazuo | Kazuo | Kazuo | Kazuo | Kazuo  | Kazuo  |        |        | Haruko  | Haruko  | Haruko  | Haruko  | Haruko  | Haruko  |       |       |                  |                  |                  |                  |                  |                  |      |      |         |         |         |         |         |         |  |  |                 |                 |                 |                 |                 |                 |  |  |  |  |  |  |  |  |  |  |  |  |  |  |  |  |  |  |  |  |  |  |  |  |  |  |  |  |  |  |  |  |  |  |  |  |
| Kikuchi Dairoku | Kikuchi Dairoku | Kikuchi Dairoku | Kikuchi Dairoku | Kikuchi Dairoku | Kikuchi Dairoku |        |        |        |        |       |       | Kazuo | Kazuo | Kazuo | Kazuo | Kazuo  | Kazuo  |        |        | Haruko  | Haruko  | Haruko  | Haruko  | Haruko  | Haruko  |       |       |                  |                  |                  |                  |                  |                  |      |      |         |         |         |         |         |         |  |  |                 |                 |                 |                 |                 |                 |  |  |  |  |  |  |  |  |  |  |  |  |  |  |  |  |  |  |  |  |  |  |  |  |  |  |  |  |  |  |  |  |  |  |  |  |
|                 |                 |                 |                 |                 |                 |        |        |        |        |       |       |       |       |       |       |        |        |        |        |         |         |         |         |         |         |       |       |                  |                  |                  |                  |                  |                  |      |      |         |         |         |         |         |         |  |  |                 |                 |                 |                 |                 |                 |  |  |  |  |  |  |  |  |  |  |  |  |  |  |  |  |  |  |  |  |  |  |  |  |  |  |  |  |  |  |  |  |  |  |  |  |
|                 |                 |                 |                 |                 |                 |        |        |        |        |       |       |       |       |       |       |        |        |        |        |         |         |         |         |         |         |       |       |                  |                  |                  |                  |                  |                  |      |      |         |         |         |         |         |         |  |  |                 |                 |                 |                 |                 |                 |  |  |  |  |  |  |  |  |  |  |  |  |  |  |  |  |  |  |  |  |  |  |  |  |  |  |  |  |  |  |  |  |  |  |  |  |
|                 |                 |                 |                 |                 |                 |        |        |        |        |       |       |       |       |       |       |        |        |        |        |         |         |         |         |         |         |       |       |                  |                  |                  |                  |                  |                  |      |      |         |         |         |         |         |         |  |  |                 |                 |                 |                 |                 |                 |  |  |  |  |  |  |  |  |  |  |  |  |  |  |  |  |  |  |  |  |  |  |  |  |  |  |  |  |  |  |  |  |  |  |  |  |
| Chiyoko         | Chiyoko         | Chiyoko         | Chiyoko         | Chiyoko         | Chiyoko         |        |        | Hideo  | Hideo  | Hideo | Hideo | Hideo | Hideo |       |       | Ichirō | Ichirō | Ichirō | Ichirō | Ichirō  | Ichirō  |         |         | Kaoru   | Kaoru   | Kaoru | Kaoru | Kaoru            | Kaoru            |                  |                  |                  |                  |      |      | Kazu    | Kazu    | Kazu    | Kazu    | Kazu    | Kazu    |  |  | Suzuki Kisaburō | Suzuki Kisaburō | Suzuki Kisaburō | Suzuki Kisaburō | Suzuki Kisaburō | Suzuki Kisaburō |  |  |  |  |  |  |  |  |  |  |  |  |  |  |  |  |  |  |  |  |  |  |  |  |  |  |  |  |  |  |  |  |  |  |  |  |
| Chiyoko         | Chiyoko         | Chiyoko         | Chiyoko         | Chiyoko         | Chiyoko         |        |        | Hideo  | Hideo  | Hideo | Hideo | Hideo | Hideo |       |       | Ichirō | Ichirō | Ichirō | Ichirō | Ichirō  | Ichirō  |         |         | Kaoru   | Kaoru   | Kaoru | Kaoru | Kaoru            | Kaoru            |                  |                  |                  |                  |      |      | Kazu    | Kazu    | Kazu    | Kazu    | Kazu    | Kazu    |  |  | Suzuki Kisaburō | Suzuki Kisaburō | Suzuki Kisaburō | Suzuki Kisaburō | Suzuki Kisaburō | Suzuki Kisaburō |  |  |  |  |  |  |  |  |  |  |  |  |  |  |  |  |  |  |  |  |  |  |  |  |  |  |  |  |  |  |  |  |  |  |  |  |
|                 |                 |                 |                 |                 |                 |        |        |        |        |       |       |       |       |       |       |        |        |        |        |         |         |         |         |         |         |       |       |                  |                  |                  |                  |                  |                  |      |      |         |         |         |         |         |         |  |  |                 |                 |                 |                 |                 |                 |  |  |  |  |  |  |  |  |  |  |  |  |  |  |  |  |  |  |  |  |  |  |  |  |  |  |  |  |  |  |  |  |  |  |  |  |
|                 |                 |                 |                 |                 |                 |        |        |        |        |       |       |       |       |       |       |        |        |        |        |         |         |         |         |         |         |       |       |                  |                  |                  |                  |                  |                  |      |      |         |         |         |         |         |         |  |  |                 |                 |                 |                 |                 |                 |  |  |  |  |  |  |  |  |  |  |  |  |  |  |  |  |  |  |  |  |  |  |  |  |  |  |  |  |  |  |  |  |  |  |  |  |
|                 |                 |                 |                 |                 |                 |        |        |        |        |       |       |       |       |       |       |        |        |        |        |         |         |         |         |         |         |       |       |                  |                  |                  |                  |                  |                  |      |      |         |         |         |         |         |         |  |  |                 |                 |                 |                 |                 |                 |  |  |  |  |  |  |  |  |  |  |  |  |  |  |  |  |  |  |  |  |  |  |  |  |  |  |  |  |  |  |  |  |  |  |  |  |
|                 |                 |                 |                 | Michio          | Michio          | Michio | Michio | Michio | Michio |       |       | Akiko | Akiko | Akiko | Akiko | Akiko  | Akiko  |        |        | Iichirō | Iichirō | Iichirō | Iichirō | Iichirō | Iichirō |       |       | Ishibashi Yasuko | Ishibashi Yasuko | Ishibashi Yasuko | Ishibashi Yasuko | Ishibashi Yasuko | Ishibashi Yasuko |      |      | Shigeko | Shigeko | Shigeko | Shigeko | Shigeko | Shigeko |  |  | Akio Watanabe   | Akio Watanabe   | Akio Watanabe   | Akio Watanabe   | Akio Watanabe   | Akio Watanabe   |  |  |  |  |  |  |  |  |  |  |  |  |  |  |  |  |  |  |  |  |  |  |  |  |  |  |  |  |  |  |  |  |  |  |  |  |
|                 |                 |                 |                 | Michio          | Michio          | Michio | Michio | Michio | Michio |       |       | Akiko | Akiko | Akiko | Akiko | Akiko  | Akiko  |        |        | Iichirō | Iichirō | Iichirō | Iichirō | Iichirō | Iichirō |       |       | Ishibashi Yasuko | Ishibashi Yasuko | Ishibashi Yasuko | Ishibashi Yasuko | Ishibashi Yasuko | Ishibashi Yasuko |      |      | Shigeko | Shigeko | Shigeko | Shigeko | Shigeko | Shigeko |  |  | Akio Watanabe   | Akio Watanabe   | Akio Watanabe   | Akio Watanabe   | Akio Watanabe   | Akio Watanabe   |  |  |  |  |  |  |  |  |  |  |  |  |  |  |  |  |  |  |  |  |  |  |  |  |  |  |  |  |  |  |  |  |  |  |  |  |
|                 |                 |                 |                 |                 |                 |        |        |        |        |       |       |       |       |       |       |        |        |        |        |         |         |         |         |         |         |       |       |                  |                  |                  |                  |                  |                  |      |      |         |         |         |         |         |         |  |  |                 |                 |                 |                 |                 |                 |  |  |  |  |  |  |  |  |  |  |  |  |  |  |  |  |  |  |  |  |  |  |  |  |  |  |  |  |  |  |  |  |  |  |  |  |
|                 |                 |                 |                 |                 |                 |        |        |        |        |       |       |       |       |       |       |        |        |        |        |         |         |         |         |         |         |       |       |                  |                  |                  |                  |                  |                  |      |      |         |         |         |         |         |         |  |  |                 |                 |                 |                 |                 |                 |  |  |  |  |  |  |  |  |  |  |  |  |  |  |  |  |  |  |  |  |  |  |  |  |  |  |  |  |  |  |  |  |  |  |  |  |
|                 |                 |                 |                 |                 |                 |        |        |        |        |       |       |       |       |       |       |        |        |        |        |         |         |         |         |         |         |       |       |                  |                  |                  |                  |                  |                  |      |      |         |         |         |         |         |         |  |  |                 |                 |                 |                 |                 |                 |  |  |  |  |  |  |  |  |  |  |  |  |  |  |  |  |  |  |  |  |  |  |  |  |  |  |  |  |  |  |  |  |  |  |  |  |
|                 |                 |                 |                 |                 |                 |        |        |        |        |       |       |       |       |       |       | Kunio  | Kunio  | Kunio  | Kunio  | Kunio   | Kunio   |         |         | Yukio   | Yukio   | Yukio | Yukio | Yukio            | Yukio            |                  |                  | Aiko             | Aiko             | Aiko | Aiko | Aiko    | Aiko    |         |         |         |         |  |  |                 |                 |                 |                 |                 |                 |  |  |  |  |  |  |  |  |  |  |  |  |  |  |  |  |  |  |  |  |  |  |  |  |  |  |  |  |  |  |  |  |  |  |  |  |
|                 |                 |                 |                 |                 |                 |        |        |        |        |       |       |       |       |       |       | Kunio  | Kunio  | Kunio  | Kunio  | Kunio   | Kunio   |         |         | Yukio   | Yukio   | Yukio | Yukio | Yukio            | Yukio            |                  |                  | Aiko             | Aiko             | Aiko | Aiko | Aiko    | Aiko    |         |         |         |         |  |  |                 |                 |                 |                 |                 |                 |  |  |  |  |  |  |  |  |  |  |  |  |  |  |  |  |  |  |  |  |  |  |  |  |  |  |  |  |  |  |  |  |  |  |  |  |
|                 |                 |                 |                 |                 |                 |        |        |        |        |       |       |       |       |       |       |        |        |        |        |         |         |         |         |         |         |       |       |                  |                  |                  |                  |                  |                  |      |      |         |         |         |         |         |         |  |  |                 |                 |                 |                 |                 |                 |  |  |  |  |  |  |  |  |  |  |  |  |  |  |  |  |  |  |  |  |  |  |  |  |  |  |  |  |  |  |  |  |  |  |  |  |
|                 |                 |                 |                 |                 |                 |        |        |        |        | Tarō  | Tarō  | Tarō  | Tarō  | Tarō  | Tarō  |        |        |        |        |         |         | Jirō    | Jirō    | Jirō    | Jirō    | Jirō  | Jirō  |                  |                  |                  |                  |                  |                  |      |      |         |         |         |         |         |         |  |  |                 |                 |                 |                 |                 |                 |  |  |  |  |  |  |  |  |  |  |  |  |  |  |  |  |  |  |  |  |  |  |  |  |  |  |  |  |  |  |  |  |  |  |  |  |

## Schriften
- Yukio Hatoyama, Naoto Kan, Motohisa Furukawa: 民益論 ― われら官僚主導を排す (Min’ekiron – warera kanryō shudō o haisu). PHP Kenkyūjo 1997.
- Yukio Hatoyama, Eita Namikawa: いま、子どもたちが殺される―学校崩壊・いじめ・家庭内暴力…歪んだ教育の病弊を衝く (ima, kodomotachi ga korosareru – gakkō hōkai, ijime, katei-nai bōryoku … iganda kyōiku no byōhei o tsuku). Nihon Bungeisha 1999.
- 「成長の限界」に学ぶ („seichō no genkai“ ni manabu). Shōgakukan 2000.
- 新憲法試案―尊厳ある日本を創る (shin kempō shian – songen aru Nippon o tsukuru). PHP Kenkyūjo 2005.

## Werke
- Take Heart – Tobitate Heiwa no Tori yo (Take HEART〜翔びたて平和の鳩よ〜), Teichiku Record, Single, 1987 LP, 30. Oktober 2009 CD[65]
- Miyuki Hatoyama, Yukio Hatoyama: Home Cooking with Japan's First Lady: Family Dishes from the Hatoyama Kitchen. Kōdansha International, 2009.